# Emmanuelle Santinelli
Emmanuelle Santinelli, née en 1965, est une historienne médiéviste française.
Elle est spécialiste de l'histoire des femmes, du genre et du couple au Haut Moyen Age. Depuis 2018, elle est professeure des universités à l'Université polytechnique des Hauts-de-France.

## Biographie
Elle obtient le CAPES et l'agrégation d'histoire en 1989. En 2000, elle soutient une thèse de doctorat sous la direction de Régine Le Jan intitulée Veuves et Veuvage, de la Flandre au Poitou, de la fin du VIe à la fin du XIe siècle. ATER puis PRAG depuis 1994 à l'Université de Valenciennes, elle y devient maîtresse de conférences en 2001. Elle soutient ensuite une habilitation à diriger les recherches en 2017 sous la direction de Geneviève Bührer-Thierry, et devient professeur des universités en 2018.

## Publications
- Emmanuelle Santinelli, Henriette Benveniste, Henri Bresc et François Foronda, Médiévales n° 35 : L'adoption, droits et pratiques, Presses Universitaires de Vincennes, décembre 1998, 160 p. (ISBN 978-2-84292-050-0)
- Emmanuelle Santinelli, Des femmes éplorées ? Les veuves dans la société aristocratique du haut Moyen Âge, Lille, Septentrion, 2003, 416 p. (ISBN 978-2-85939-777-7, BNF 38949311, lire en ligne)
- Emmanuelle Santinelli et R. Soussignan, Territoires et frontières en Gaule du Nord et dans les espaces septentrionaux francs, t. 85, Revue du Nord (no 351), juin/septembre 2003
- Emmanuelle Santinelli, Répudiation, séparation, divorce dans l’Occident médiéval, Presses universitaires de Valenciennes, 2008, 335 p. (ISBN 978-2-905725-92-3 (édité erroné), BNF 41203513)
- Emmanuelle Santinelli-Foltz et A. Nayt-Dubois, Femmes de pouvoir et pouvoir des femmes dans l’Occident médiéval et moderne, Valenciennes, Presses Universitaires de Valenciennes, 2009
- Emmanuelle Santinelli, Marie-Céline Isaïa, Laurent Jégou, M. Brand’Honneur, V. Gazeau et A. Wagner, Pouvoirs, Église et société. France, Bourgogne, Germanie, 888-1120, Paris, Atlande, 2009, 505 p. (ISBN 978-2-35030-082-5, BNF 41415171)
- Emmanuelle Santinelli-Foltz et C. Mériaux, Un premier Moyen Âge septentrional : études offertes à Stéphane Lebecq, t. 93, Revue du Nord (no 391-392), juillet-décembre 2011
- Emmanuelle Santinelli-Foltz et Christian-Georges Schwentzel, La puissance royale : Image et pouvoir de l’Antiquité au Moyen Âge, Rennes, Presses universitaires de Rennes, 2012, 258 p. (ISBN 978-2-7535-1774-5, BNF 42596706)
- Emmanuelle Santinelli-Foltz, Médiévales n° 65 : Le couple dans le monde franc (V-XIIe siècle), Presses universitaires de Vincennes, décembre 2013, 220 p. (ISBN 978-2-84292-396-9)
- Emmanuelle Santinelli, Martin Gravel, Jean Meyers, Claudie Duhamel-Amado et Danièle Iancu-Agou, Dhuoda, belle-fille de saint Guilhem, et autres femmes d'exception au Moyen Age, Saint-Guilhem-le-Désert, Éditions Guilhem, 2014, 135 p. (ISBN 979-10-93817-00-2)
- Emmanuelle Santinelli, Corinne Beck et Fabrice Guizard, Robert Fossier, les hommes et la terre : l'histoire rurale médiévale d'hier et aujourd'hui, Valenciennes, Presses universitaires de Valenciennes, 2018, 242 p. (ISBN 978-2-36424-054-4, BNF 45528034)